# Pen Tranch
Pen Tranch ou Pen Transh est un village et une communauté du borough de comté de la Torfaen, au pays de Galles. Il est situé à l'ouest de la ville de Pontypool.

## Démographie
Au recensement de 2011, la communauté de Pen Tranch comptait 5 989 habitants.